# Stephenville Crossing
Stephenville Crossing is een gemeente (town) in de Canadese provincie Newfoundland en Labrador. De gemeente ligt aan de westkust van het eiland Newfoundland, nabij de gemeente Stephenville.

## Geschiedenis
De plaats Stephenville Crossing werd in 1958 door het provinciebestuur erkend als een gemeente.

## Geografie
Stephenville Crossing ligt aan het meest oostelijke gedeelte van St. George's Bay, de grootste baai aan de westkust van Newfoundland. De gemeente ligt ten oosten van Stephenville, een regionaal centrum. De dorpskern ligt grotendeels op een landtong in het zuiden van de gemeente, die de grenst vormt tussen de baai en het St. George's-estuarium. Verder zuidwaarts ligt het dorp Barachois Brook.

## Demografie
In de jaren 50 en begin jaren 60 van de 20e eeuw kende de gemeente een stevige demografische groei met daarnaast ook een grondgebiedsuitbreiding. In 1966 bereikte Stephenville Crossing zo een hoogtepunt van meer dan 2.400 inwoners. Er volgde een terugval waarna het inwonertotaal tot midden de jaren 1990 steeds stabiel bleef rond de 2.200.
Sindsdien kende Stephenville Crossing, net zoals de meeste kleine gemeenten in de provincie, een langgerekte demografische daling. Tussen 1996 en 2016 daalde de bevolkingsomvang van 2.283 naar 1.634. Dat komt neer op een daling van 649 inwoners (-28,4%) in 25 jaar tijd.
- Bron: Statistics Canada (1951–1986[1], 1991–1996[2], 2001–2006[3], 2011–2016[4], 2021[5])
- Een grondgebiedsuitbreiding zorgde voor een bijkomende groei tussen de volkstellingen van 1956 en 1961.[1]

### Taal
In 2021 had ruim 99% van de inwoners van Stephenville Crossing het Engels als moedertaal; alle anderen waren die taal machtig. Hoewel slechts vijf mensen (0,3%) het Frans als moedertaal hadden, waren er 30 mensen die die andere Canadese landstaal konden spreken (1,8%). Niemand was anno 2021 een andere taal dan het Engels of Frans machtig.

## Gezondheidszorg
In de gemeente bevinden zich drie zorginstellingen die uitgebaat worden door de gezondheidsautoriteit Western Health. Enerzijds is er de Stephenville Crossing Medical Clinic die primaire eerstelijnszorg aan de inwoners aanbiedt. Anderzijds zijn er twee langetermijnzorgcentra, namelijk het Bay St. George Long Term Care Centre en het Emile Benoit House.